# Битва під Озерною
Битва під Озерною — битва російсько-польської війни 1654—1667 років. Відбулась під містечком Озерною (тепер село Зборівського району Тернопільської області) 20 — 22 листопада (за старим стилем 9-12 листопада) 1655 року між військами Речі Посполитої і Кримського ханства з одного боку та Військом Запорозьким (командувач Богдан Хмельницький) і військом Московського царства (Василь Бутурлін, Петро Потьомкін) з іншого, які були оточені ворогом.
Зкладення озерницької угоди. Проаналізувавши різні редакції цього договору, Г.Санін прийшов до висновку: збереження політичного рішення Пеереяславської ради (січень 1654) та нейтралітету Ханату у російсько-польській війні. Хан Магомед-Ґерай брав на себе забов'язання не чинити нападів на землі Гетьманату й Московського царства. Зі свого боку Хмельницький забов'язувався перешкоджати нападам на Крим і Порту, мав стримувати від подібних рішень дончаків. Відбувся обмін військовополоненими.